# (471288) 2011 GM27
(471288) 2011 GM27 est un objet transneptunien très probablement il est en résonance orbitale 4:7 avec Neptune.
Son diamètre est estimé à environ 400 km, ce qui le qualifie comme un candidat au statut de planète naine.
Il a été découvert en 2011, mais a été retrouvé sur des images de 2006.